# Oceàna
Oceàna è un'opera di Antonio Smareglia su libretto di Silvio Benco. 
Fu rappresentata per la prima volta al Teatro alla Scala di Milano il 22 gennaio 1903 diretta da Arturo Toscanini alla presenza di Gabriele D'Annunzio. L'opera venne attesa con vivo interesse e alla première erano presenti numerose personalità muisicali dell'epoca, tra cui Puccini, Boito, Giordano, Leoncavallo e Cilea. La prima esecuzione destò alcune perplessità, che diminuirono nelle recite seguenti; tra i brani più apprezzati la sinfonia, il quartetto (dagli «accenti vibrati e moderni») e il quintetto («la più bella pagina di tutto il lavoro») del terzo atto.
La critica moderna individua uno dei punti di forza dell'opera nella capacità di Smareglia di elaborare ampi e descrittivi movimenti lirici, che conferiscono alla musica il potere evocativo richiesto dalle visioni fantastiche create dal librettista, cosicché un peso particolare hanno in questo lavoro gli squarci sinfonici e le parti orchestrali in generale.

## Interpreti della prima rappresentazione
| Personaggio | Interprete               |
| ----------- | ------------------------ |
| Init        | Giovanni Zenatello       |
| Ers         | Rodolfo Angelini Fornari |
| Uls         | Oreste Luppi             |
| Vadar       | Nestore Della Torre      |
| Hareb       | Michele Wigley           |
| Nersa       | Amelia Karola            |

## Trama
Luogo: un villaggio in Siria.
Una giovane e bella ragazza, Nersa, è corteggiata dal più anziano Vadar. Nersa rimane affascinata quando Ers, uno spirito del mare, le narra misteriosi racconti sulla vita nei mari e la parla di Init, il dio delle acque. Quando i suoi compaesani decidono di punirla per avere tentato di abbandonare il villaggio, Uls (un altro spirito del mare nelle vesti di un vecchio) suggerisce che la punizione consista nel farle trascorrere da sola tre giorni e tre notti sulla riva del mare. Quando Nersa viene lasciata sulla costa compare Init, accompagnato da ninfe e sirene, e corteggia Nersa, dandole il nome di Oceàna. Vadar e suo fratello, Hareb, giungono su una barca. Init ordina alle sirene di fare impazzire i due uomini. Quando Hareb comincia a dare segni di follia, Nersa riluttante dà l'addio al mare e torna al villaggio con Vadar. Anche se acconsente a sposare Vadar, Nersa sogna ancora di Init. Il giorno delle nozze tra Nersa e Vadar, Init compare e convince Nersa a fuggire con lui. Vadar li sorprende abbracciati e decide di liberare Nersa dall'impegno al matrimonio, chiedendo solo che il dio curi Hareb dalla follia e faccia invece impazzire lui stesso. Per Vadar, la vita non ha più senso senza l'amata Nersa.

## Discografia
- L'ouverture fa parte di: Antonio Smareglia: Ouvertures e Intermezzi; direttore Silvano Frontalini, Orchestra Sinfonica Lituana di Vilnjus; Bongiovanni GB2142 (1982).